# ヤマトクルー
ヤマトクルー (Yamato Crew)
- アニメ『宇宙戦艦ヤマトシリーズ』の主役戦艦である宇宙戦艦ヤマトの乗組員を指す語句。
- 上記作品の原作権を相続し著作権の管理をしている西﨑彰司が代表を務める運営会社ヤマトクルーの主幹下で運営されている、オフィシャルファンクラブサイト。本項で記述する。

ヤマトクルー (Yamato Crew) は、アニメ『宇宙戦艦ヤマト』シリーズの著作権者である西崎彰司の主幹下で運営されている、オフィシャルファンクラブサイト。2009年12月12日に公開された劇場映画『宇宙戦艦ヤマト 復活篇』を記念してオープンした。

## 概要
コミュニティの会員になる（乗艦登録と呼称する）と、ヤマトの乗組員という設定で配属・階級が付与され、ウェブサイトの仮想空間の中で同じく乗組員として配属された会員仲間と交流できる。配属先は、戦闘班、航海班、通信班、工作班、医療班、機関部、コスモパルサー隊の7つで、登録時に希望・選択することはできない。「談話室」という電子掲示板 (BBS) に書き込みをしたり、「無料支給品」という名称でオリジナルの壁紙やブログパーツといったデジタルコンテンツをダウンロードできる。また、「古代進艦長からの入電」という名称でメールマガジンが配信されている。
ヤマトクルーに会員登録を行い、ウェブサイトにアクセスしたりBBSに書き込みをしたり、ヤマトショップでグッズの購入をしたりすると「活動ポイント」という仮想空間内でのポイントが付与され、ポイントの蓄積により階級がアップする。階級は、訓練生、隊員見習、隊員、上級隊員、班長代理、班長の6階級がある。班長代理以上の階級となると、「第一艦橋」への入室が許可される。500p以上で隊員見習、1,000p以上で隊員、2,000p以上で上級隊員、3,000p以上で班長代理、4,000p以上で班長に順次昇格すると、書き込みを見られる。
2011年12月15日にリニューアルβへ移行し、新規「活動ポイント」の発行は停止し、それに伴い「階級昇進」も停止、そして「第一艦橋」、各班ごとの特典壁紙サービス等もなくなり、メールマガジン配信も「古代進艦長からの入電」から「ヤマトクルー運営事務局からお知らせ」に変更されている。ただし、所属班、リニューアル前の階級・活動ポイントは残されている（リニューアル後に登録した会員は所属班名のみ付与される）。
2013年10月11日、「活動ポイント」、「階級」が復活し、「階級」は『復活篇』タイプから『2199』タイプに変更され、「所属」も戦術科（旧戦闘班）、航海科（旧航海班）、技術科（旧工作班）、航空隊（旧コスモパルサー隊）、機関科（旧機関部）、船務科（旧通信班）、衛生科（旧医療班）と新設、甲板部、保安部、主計科の合計10種の『2199』タイプに変更されている。「三等宙尉」以上の階級取得者は転属が可能となり、下記のプレミアム会員には2期目以降に任命書が送付される。「第一艦橋」の復活はない。
なお、2014年10月現在は会員登録を行っていないと「インフォメーション」以外のページは深部を閲覧できない（ログインページへ転送される）ように設定されているが、「資料室」に関してはウェブブラウザのスクリプト機能やActiveX機能を無効化すれば閲覧できるよう、設定が緩和されている。

## ヤマトクループレミアムファンクラブ
旧「宇宙戦艦ヤマト・ファンクラブ本部」の趣旨を受け継ぎ、2012年夏以降に開始する宇宙戦艦ヤマトに関する情報を届ける、ファン会員のためのプレミアム会員サービスである。会報誌『宇宙戦艦ヤマトファンクラブマガジン 航海日誌』を年4回発行し、プレミアム会員カード、会員限定グッズがプレゼントされるほか、各種プレミアムイベントへの優先的な案内が保障されている。
まず最初に、ヤマトクルーの無料会員登録者には2012年4月27日より会報誌『宇宙戦艦ヤマト航海日誌』の創刊号（Vol.0）が発送され、同年8月1日にはプレミアムファンクラブの会員募集が開始された。会員には会員証の他、特製ドッグタグ、特製トレーディングカードNo.001が送付される。